# Bootstrap
Bootstrap angol szó, mely a magyar szaknyelvben is meghonosult. Nincs helyette magyar megfelelő.
A bootstrap általános értelemben egy önellátó műveletet jelent, ahol nincs szükség külső segítségre.
A kifejezés Rudolf Erich Raspe történetéhez is kapcsolódik, ahol Münchausen báró saját magát húzta ki a hajánál fogva a mocsárból. Ebben az aspektusban ‘lehetetlen művelet’ értelemben is használatos az angolban, azaz ez egy adynaton.

## Etimológia

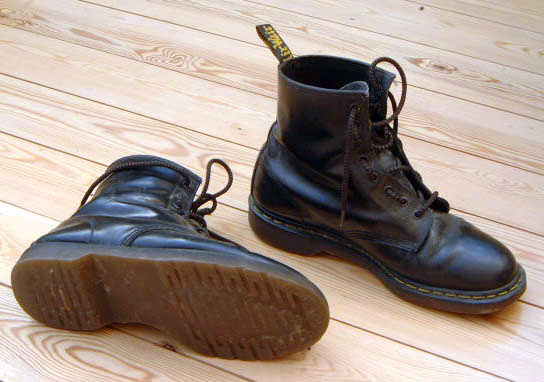

Magas szárú lábbeliknél, mint a bakancsnál is, szoktak egy a felhúzást segítendő fület, hurkot varrni, mint az a képen is látható. Eredetileg ezt hívják bootstrap-nak.
Innen származik a kifejezés.
A bootstrap kifejezés a számítógépek elterjedésével vált közismertté.

## Alkalmazások

### Számítástechnika

#### Szoftver betöltés és végrehajtás
A bootstrap-ből a bootstrapping ige (pontosabban igenév, ige névszói alakja, angol néven gerund) képződik, és abból röviden a ‘booting’, innen a magyarosított szó a ‘bútolás’. Magyarul leginkább a rendszerbetöltésként lehet lefordítani.
A bútoláskor a bootstrap szoftver betöltése, és végrehajtása megy végbe, más szavakkal, a számítógép indítása. Bútoláskor számos lépés történik: a rendelkezésre álló hardver elemeinek ellenőrzése, majd átkapcsolás a firmware memóriára, és a szoftver betöltése (BIOS szoftver) az operatív memóriába.
Bútoláskor öntesztet is végezhet a gép, beállíthat paramétereket, és betölthet segédprogramokat is.
A bootstrap(ping) a számítástechnikában az 1950-es években kezdett meghonosodni, és azóta ez egyik legismertebb számítógépes műszó.
A kezdetekben volt egy gomb a számítógépek előlapján – bootstrap nyomógomb -, melynek megnyomásakor elindult egy behuzalozott, vagy csak olvasható ROM-ban tárolt program, mely betöltötte a szükséges programokat.
Ez a művelet külső segítség nélkül történt. A számítógép indításához nem volt szükség semmilyen külső eszközre (kommunikáció vonal, külső tár, floppy, stb.)

### Fordítóprogram
Fordítóprogramok fejlesztése is példa a bootstrappingre.
Új nyelvhez való fordítóprogram készítése esetén, először egy már meglévő nyelven írják meg. Ez után rendszerint újraírják az új nyelven, amely képes lefordítani saját magát is.

### JavaScript keretrendszer
Bootstrap egy HTML, CSS, JS keretrendszer responzív "mobile first" projekt a weben. Számos webhely használja.

### Telepítők
Számítógépes programok telepítésekor szükség lehet a telepítő frissítésére. Erre a célra általánosan használt megoldás egy kis bootstrap fájl, mely frissíti a telepítő programot, és ezután elindítja a telepítést.

### Átfedő/lefedő hálózatok
Egy új csomópont (csatlakozási pont) létrehozásakor, egy bootstrapping csomópont gondoskodik az újonnan csatlakozó pontok bekapcsolódásról a hálózatba.

### Statisztika
A statisztikában bootstrappingnek hívják azt az egyik módszert, mellyel bármely mintavételen alapuló statisztikánál meg lehet becsülni a mérés pontosságát. Ekkor véletlenszerűen újra mintát vesznek a főbb jellemzőkre vonatkozóan.

### Üzleti élet
Boostrapping az üzleti életben azt jelenti, hogy külső segítség nélkül indítanak egy üzleti vállalkozást. Ilyenkor a saját tőkével indítják az új vállalkozást.

### Erőművek
Fekete indításnak hívják azt a műveletet, amikor egy leállás után újraindítanak egy villamos erőművet (generátor) minden külső beavatkozás nélkül, a villamos hálózat felhasználása nélkül. Ez is egy formája a bootstrappingnek.